# Náxara Club Deportivo
El Náxara Club Deportivo és un club de futbol d'Espanya, de la localitat de Nájera, a La Rioja. Va ser fundat el 1966, jugant actualment en el grup 16 de la Tercera Divisió d'Espanya. El seu nom prové de l'antiga denominació àrab de la ciutat.

## Uniforme
- Primera equipació: Samarreta blanquiblava de ratlles verticals, pantalons blaus i mitges blaves.
- Segona equipació: Samarreta vermella, pantalons blaus i mitges vermelles.

## Estadi
El Náxara disputa els seus partits en el Camp de Futbol Municipal La Salera, amb capacitat per a 1.000 espectadors.

## Dades del club
- Temporades en 1a: 0
- Temporades en 2a: 0
- Temporades en 2a B: 0
- Temporades en 3a: 3
- Millor lloc en la lliga: 7è (Tercera divisió de la lliga espanyola de futbol temporada 06-07)
- Pitjor lloc en la lliga: 13è (Tercera divisió de la lliga espanyola de futbol temporada 04-05)

### Últimes temporades
- 2004/2005: Tercera Divisió - 13r.
- 2005/2006: Tercera Divisió - 10è
- 2006/2007: Tercera Divisió - 7è
- 2007/2008: Tercera Divisió - 7è